# Essaouira
Essaouira (in arabo الصويرة‎?, al-Ṣawīra; in berbero: ⵎⵓⴳⴰⴹⵓⵔ, Mugadur) è una città del Marocco, capoluogo della provincia omonima, nella regione di Marrakech-Safi. La città è affacciata sull'Oceano Atlantico, a 130 km a sud di Safi e a 170 km a nord di Agadir.
La sua medina (città vecchia) è iscritta nella lista dei patrimoni mondiali dell'umanità dell'UNESCO.

## Storia
La città venne fondata, secondo la tradizione, sin dal VII secolo a.C. da mercanti cartaginesi in un luogo abitato da popolazioni berbere, che è davanti alle Isole Canarie. Ben presto la città divenne uno scalo commerciale sulla rotta verso il Golfo di Guinea e verso il III secolo a.C. fu ripresa dai berberi che vi instaurarono una monarchia.
In seguito alla terza guerra punica il regno berbero di Essaouira entrò nell'orbita commerciale romana basandosi sull'industria della salagione e sulla tintura a base di porpora, ma perse la sua indipendenza nel 42 d.C., quando venne annessa alla provincia romana della Mauretania tingitana (da Tingis, antico nome di Tangeri).
Parecchi secoli dopo la conquista araba, avvenuta nel VII secolo, la città si riprese dal suo lungo torpore quando venne riscoperta dai marinai portoghesi, che si installarono in città ribattezzandola Mogador (derivato da Sidi Mogdoul wali locale). L'arrivo degli europei coincise con la fioritura della comunità ebraica, i cui componenti negli anni divennero intermediari politici e commerciali tra il sultano e le potenze straniere.
Nel 1764, il sultano Muhammad III del Marocco decise di fare di Essaouira una base navale fortificata e chiamò pertanto l'architetto militare francese Théodore Cornut a ridisegnare la città. In tre anni i lavori stravolsero l'impianto urbanistico della vecchia Mogador per creare una città moderna di stampo europeo, con un largo viale centrale a portici e dritte vie trasversali; il tutto fu rinchiuso in una poderosa cinta di mura. Alla sua planimetria perfettamente regolare la città deve il suo nome attuale: «la ben disegnata».
Fino alla prima metà del XIX secolo Essaouira vide crescere sempre più la sua importanza e la città godette di una formidabile prosperità grazie anche alla numerosa comunità ebraica, il cui numero era superiore a quello dei musulmani. Per anni unico porto marocchino aperto al commercio estero, Essaouira divenne un importante scalo marittimo dove venivano imbarcate le merci giunte in città attraverso le vie carovaniere.
Il declino di Essaouira divenne rapido con l'instaurazione del Protettorato francese del Marocco (1912) e con lo sviluppo di altri porti (Casablanca, Tangeri e Agadir). Finita al margine delle rotte marittime a causa delle sue acque poco profonde, la città è rapidamente risorta negli ultimi cinquant'anni, grazie al turismo ma anche alla sua vocazione culturale e musicale.
A conferma del cosmopolitismo di Essaouira nel XIX secolo sono stati costruiti antichi cimiteri musulmani, ebraici e cristiani affacciati sull'oceano.

## La casba e il quartiere ebraico

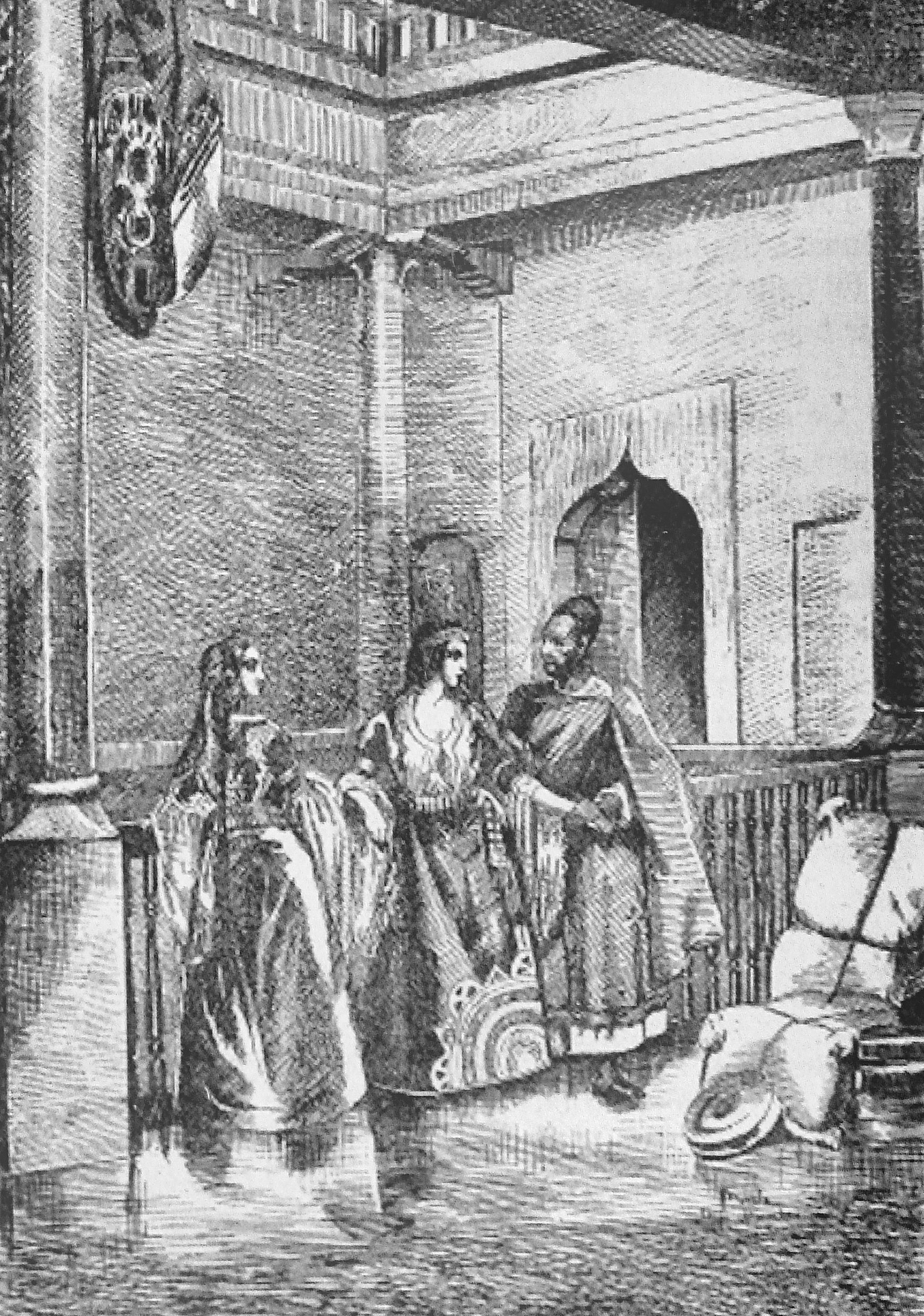
Casa ebraica ad Essaouira, di Darondeau (1807-1841).

La casba, cioè la cittadella fortificata che difendeva il porto, è una piattaforma protetta da mura merlate su cui si trovano dei cannoni spagnoli dei secoli XVII e XVIII rivolti verso l'oceano: nelle casematte a pianterreno si trovano i laboratori degli intarsiatori su legno d'ebano e di cedro.
Interessante è il Museo Sidi Muhammad ben ʿAbd Allah dedicato alle arti e alle tradizioni regionali con collezioni di strumenti musicali, raccolta di gioielli, di tappeti e costumi cittadini, di armi e pitture su legno e perfino riproduzioni dei disegni che si fanno sul corpo con l'henné in occasione di cerimonie o feste.
Ormai abbandonato dagli ebrei è il mellah, il quartiere ebraico. Gli ebrei costituivano agli inizi del XX secolo la maggioranza della popolazione di Essaouira ed una comunità ricca dedita al commercio e all'oreficeria: si contavano circa 17.000 ebrei contro meno di 10.000 musulmani. Molti ebrei vengono ogni anno in pellegrinaggio al cimitero ebraico dove è sepolto il gran rabbino Haim Pinto.
La storia ebraica della città iniziò con la sua fondazione operata dal sultano Muhammad III del Marocco, che incoraggiò gli ebrei a trasferirsi nella città per il commercio con l'Europa.

## Cultura
- Essaouira a metà degli anni Sessanta fu il luogo dove si riunirono numerose comunità hippy che ospitarono tra l'altro artisti come Jimi Hendrix, Frank Zappa, Bob Marley, Sting. Ad attirare Jimi Hendrix a Essaouira fu la gnawa, musica introdotta in Marocco dagli schiavi neri[2], di cui ogni anno, nel mese di giugno, ad Essaouira si celebra un festival internazionale[3];
- Orson Welles ha girato ad Essaouira molte riprese del suo film Otello (1952)[4];
- Sidi Ambak Bubi, che insegnò agli inizi dell'Ottocento l'arabo al noto esploratore scozzese Mungo Park, scandalizzando per i suoi insoliti comportamenti e gli abiti i suoi concittadini, era originario di Mogador.

## L'artigianato di Essaouira

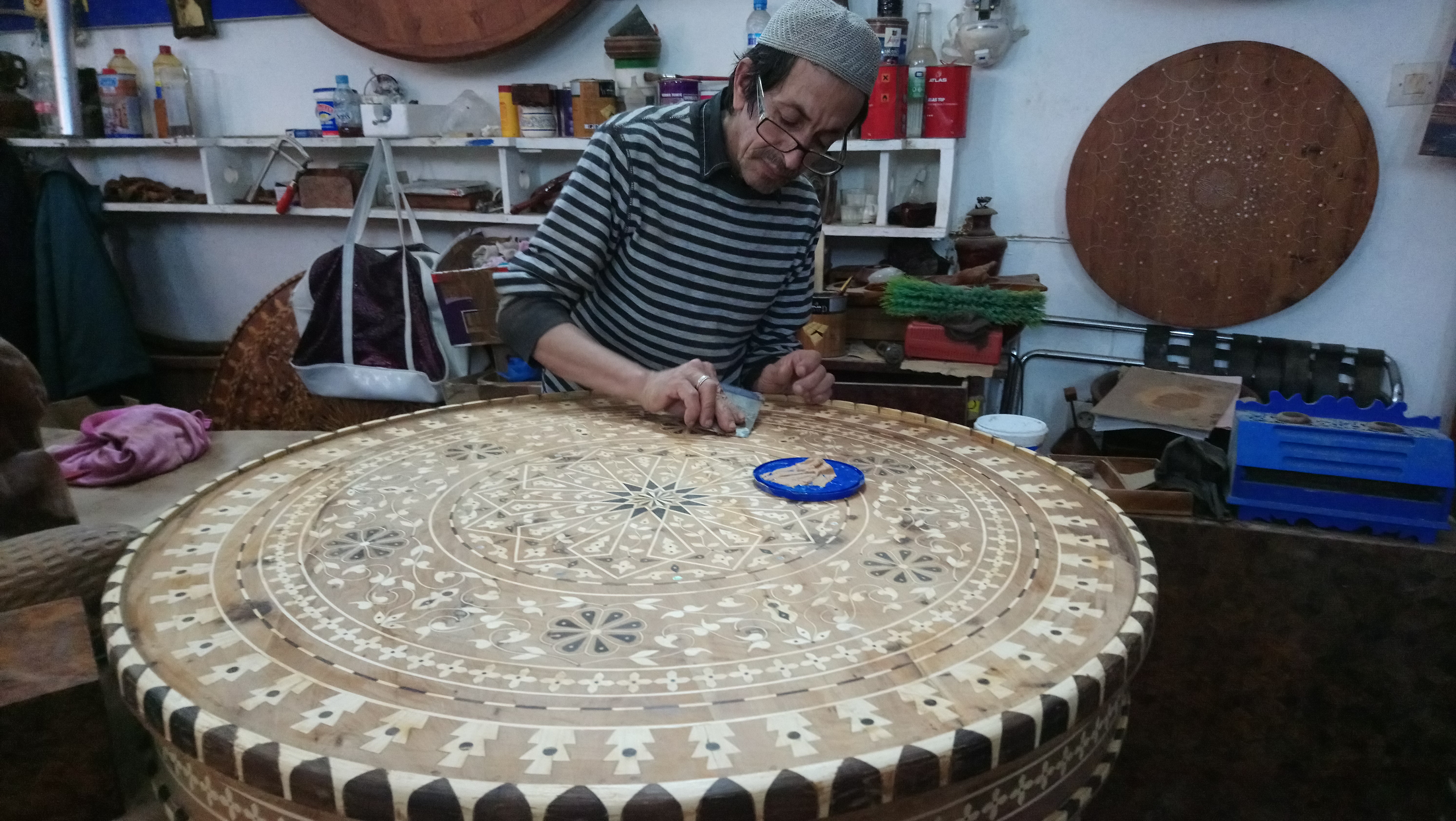
Artigiano di Essaouira intento ad intarsiare un tavolo in legno di Tuia.

Oltre che per il surf e il turismo, Essaouira è celebre oltre ai confini del Marocco principalmente per due prodotti di artigianato. In città è estremamente facile trovare ceramiche, tappeti e prodotti in cuoio di pregevole fattura, ma quel che è unico ad Essaouira sono l'olio di Argan e il legno di Tuia. Pressoché ovunque, sia fuori città che nella medina, è infatti possibile trovare negozi e fattorie che vendono prodotti a base di olio di Argan. I prodotti più pregiati sono quelli di cosmesi, soprattutto per pelle e capelli, ma dall'Argan si ricavano anche prodotti alimentari. L'altra eccellenza di Essaouira sono i prodotti ricavati dal legno di Tuia (o Thuja) un legno scuro di cui viene lavorato sia il tronco che le radici. Con questo legno, spesso impreziosito con intarsi in legno di limone ed ebano, vengono creati sia mobili che complementi di arredo di straordinaria fattura.

## Amministrazione

### Gemellaggi
La città è gemellata con:
- La Rochelle, dal 1992
- Etterbeek, dal 2003
- Gorée, dal 2005
- Saint-Malo

## Galleria d'immagini

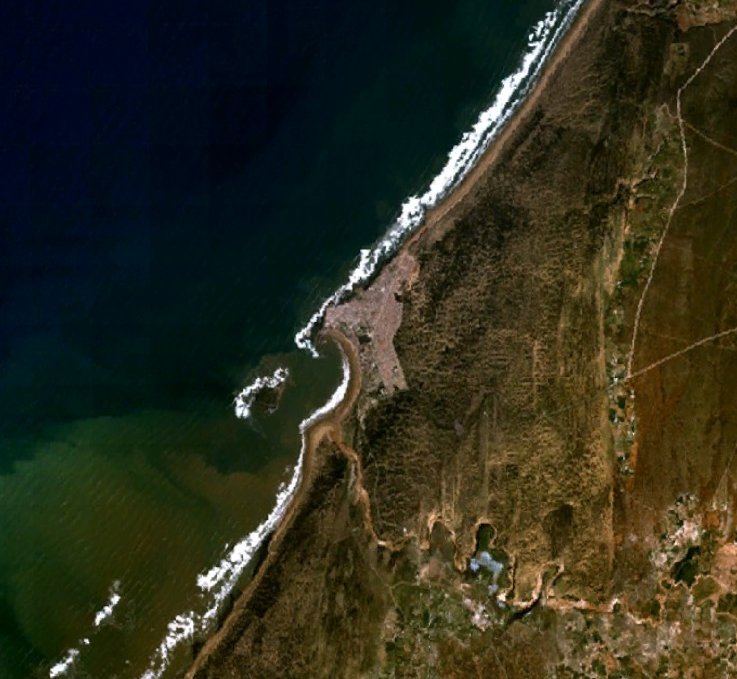
La città vista dall'alto
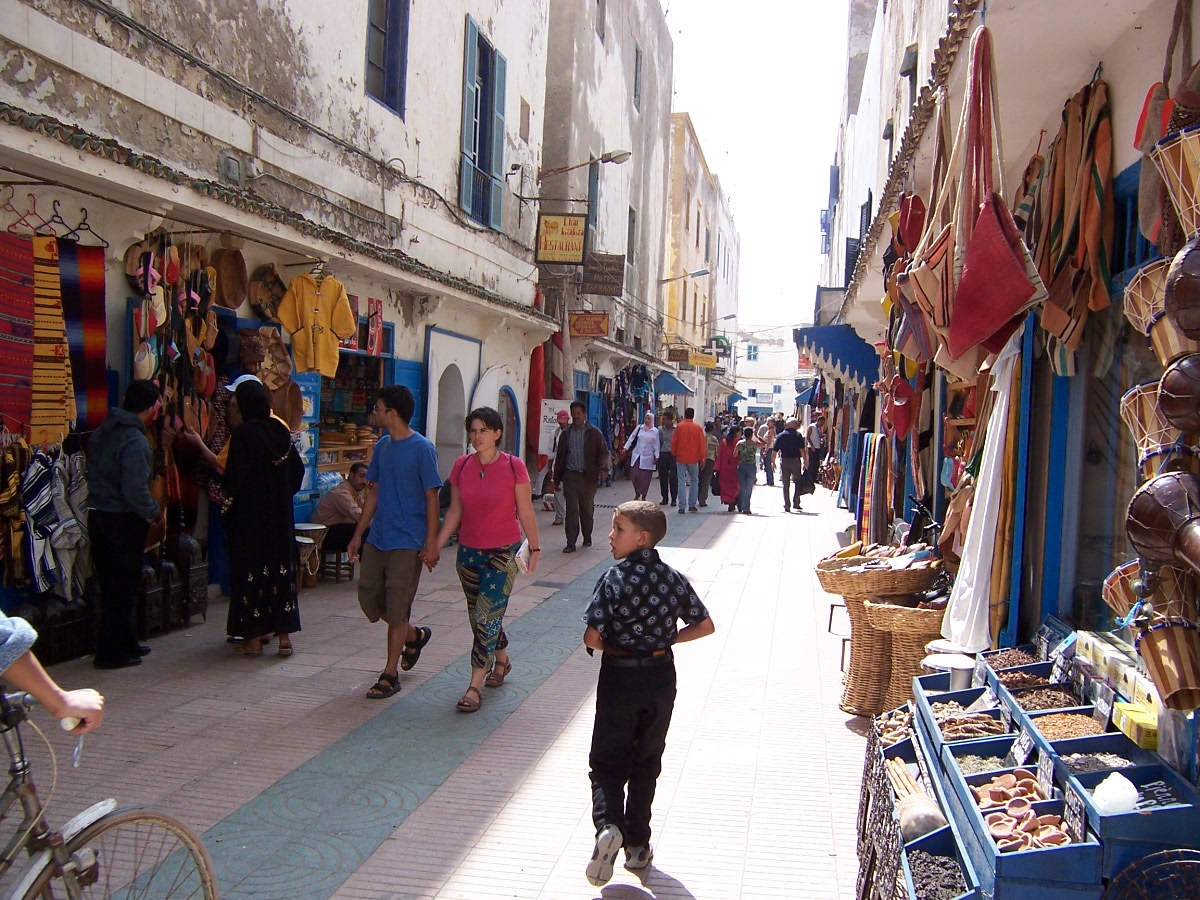
Una strada di Essaouira
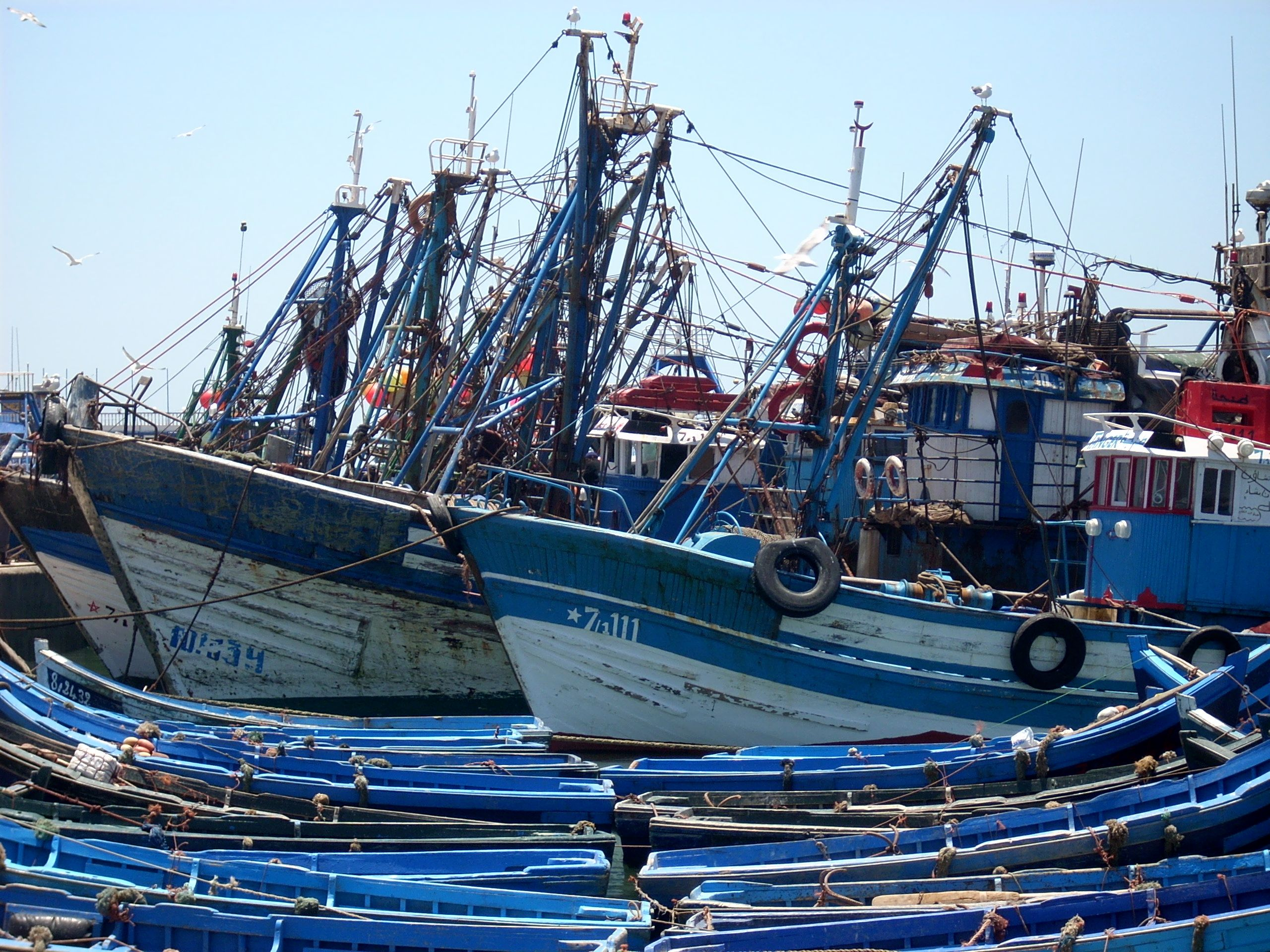
Una immagine del porto peschereccio